# دونگا موتنیتسا
دونگا موتنیتسا (به صربی: Donja Mutnica) یک منطقهٔ مسکونی در صربستان است که در ناحیه پوموراولیه واقع شده‌است. دونگا موتنیتسا ۱٬۰۵۱ نفر جمعیت دارد.